# Mûshika

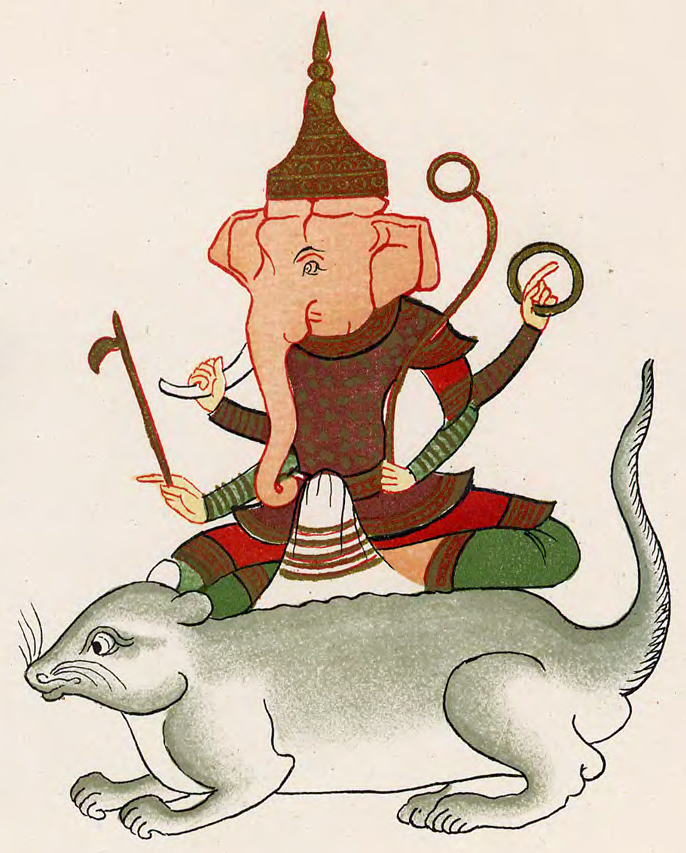
Ganesh sur Mushika (illustration birmane de 1906).

Mûshika, dans l'hindouisme, est le vâhana ou véhicule de Ganesh. Il a l'apparence d'un rat. 
Ce dernier symbolise parfois le dieu à lui seul, comme peut le faire le taureau blanc Nandi pour son père Shiva. Les deux se complètent, l’éléphant massif, puissant et réfléchi, le rat petit, mobile et malicieux, ont ainsi tous les atouts nécessaires pour résoudre les problèmes du monde.  

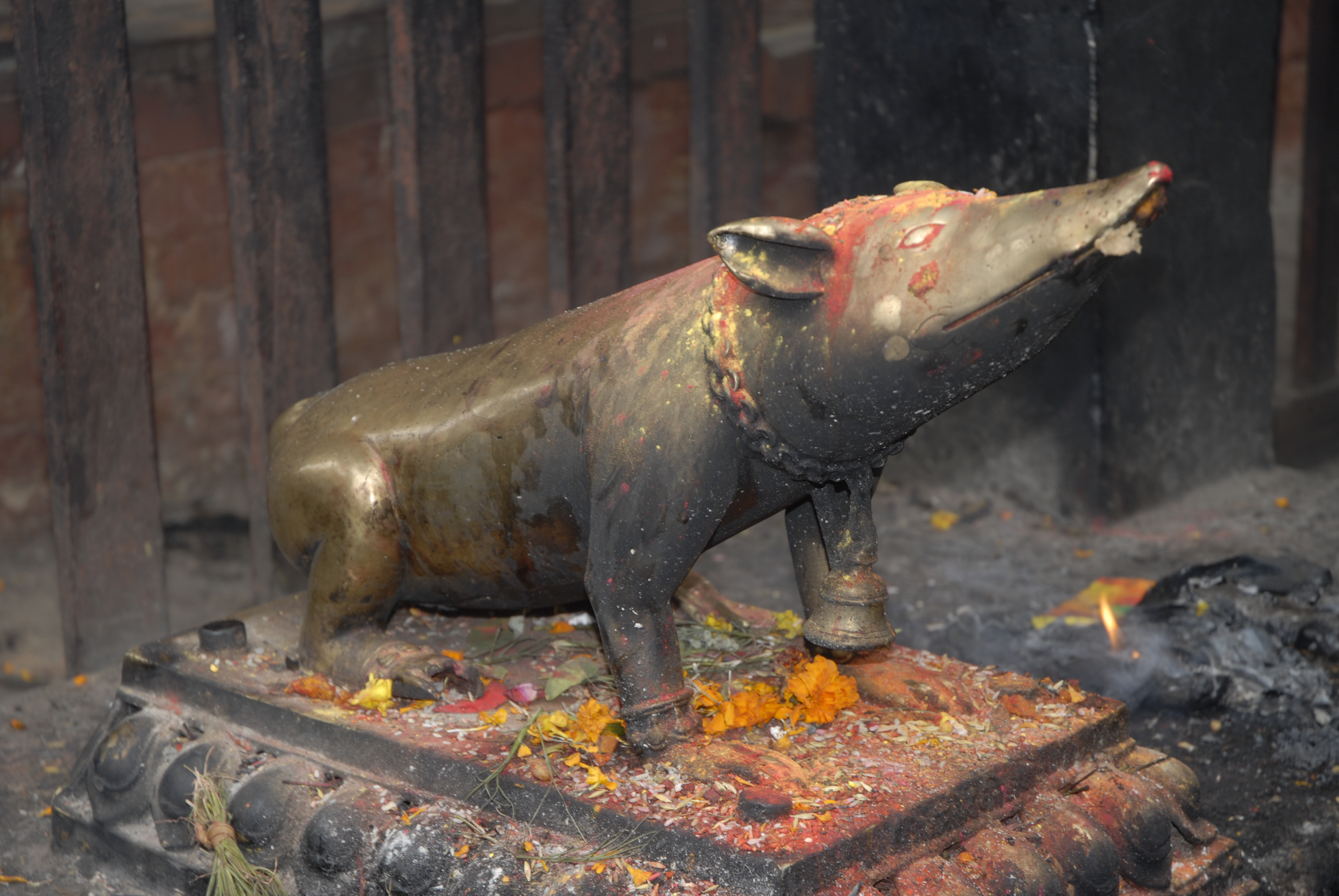
Statue de Mushika (temple d'Ashok Binayak - Katmandu)